# Cassard (frégate)
Pour les articles homonymes, voir Cassard.
Le Cassard est une frégate antiaérienne de la classe Cassard (type F70) de la Marine nationale française. Elle participe à la lutte antiaérienne. Son indicatif visuel est D614. Sa ville marraine est Dijon. Elle est nommée en l'honneur du marin et corsaire français du XVIIe siècle Jacques Cassard.
Le Cassard devait rester en service jusqu'en 2022 quand, avec son sister-ship le Jean Bart, ils auraient dû être tous deux remplacés par deux FREMM DA. La frégate est finalement retirée du service actif le 15 mars 2019. Le navire est actuellement (2024) en cours de déconstruction à Bassens en Gironde.

## Carrière opérationnelle
En 2006, le Cassard a effectué la mission Agapanthe en océan Indien au sein du groupe aéronaval, et faisait partie de l'opération Baliste.
La frégate a été déployée en 2011 au large de la Libye lors de l'opération Harmattan.
Au 13 novembre 2013, le navire était déployé en Méditerranée orientale dans le cadre d'une coopération avec la marine libanaise,.
En 2015-2016, le Cassard fait partie de l'opération Chammal pour escorter le porte-avions Charles de Gaulle.
Le 14 avril 2018, elle participe à l'opération Hamilton en Syrie.
Au cours de son ultime déploiement, alors que la frégate patrouillait dans le nord de l'océan Indien (pour participer à l'exercice bilatéral Pearl of the West au Koweït), elle porte secours le 20 novembre 2018 au bitumier indien en détresse Durban Queen en dépêchant son hélicoptère Panther qui arrive sur site au moment où le navire chavire et récupère en trois rotations les douze marins à la mer. Dans le cadre de son déploiement dans l'opération multinationale Manitou dans l'océan Indien au début de l'année 2019, la frégate Cassard – en collaboration avec la marine australienne – intercepte des boutres et saisit sur l'un d'eux 670 kg d'héroïne au début du mois de février,, puis 2 tonnes de cannabis au large d'Oman le 22 février.

## Désarmement et démantèlement
Retiré du service le 15 mars 2019, le désarmement du Cassard a pris fin le 20 décembre 2019. La coque est alors en attente de son démantèlement. A l'automne 2023, il est notifié que son démantèlement sera effectué en Gironde dans un chantier de  Bassens, par un groupement d'entreprises mené par Vinci. La coque du Cassard y est remorquée en février 2024 où les coques de trois autres anciens navires de la Marine nationale l'ont précédée depuis novembre 2023 (la frégate lance-missiles Suffren, le pétrolier-ravitailleur Meuse et la frégate anti-sous-marine Jean de Vienne) ,.